# Alagyaz
Alagyaz (in armeno Ալագյազ, in curdo Elegez, anche chiamato Alagëz; fino al 1938 Mets Dzhamshlu, Bol'shoy Dzhamushli, Dzhamushlu Bol'shoy, Dzhamushli, Mets Jamyshlu e Mets Jamshlu) è un comune dell'Armenia di 469 abitanti (2001) della provincia di Aragatsotn. La maggior parte della popolazione è composta da Yazidi; il paese possiede un'industria casearia.